# مرکز آموزش علمی کاربردی بوکان
دانشگاه علمی کاربردی مرکز بوکان در سال ۱۳۸۷ احداث شده‌است و هم‌اکنون تعداد دانشجویان موجود دانشگاه حدود ۱۵۰۰ دانشجو بوده و در ۱۴ رشته در مقاطع کاردانی و کارشناسی مشغول به تحصیل هستند. دانشگاه علمی و کاربردی بوکان یکی از بهترین و مناسبت‌ترین فضاهای دانشگاهی در بین دانشگاه‌های علمی – کاربردی در سطح غرب و شمالغرب کشور را دارا می‌باشد.